# Nuevo Mundo (revista)

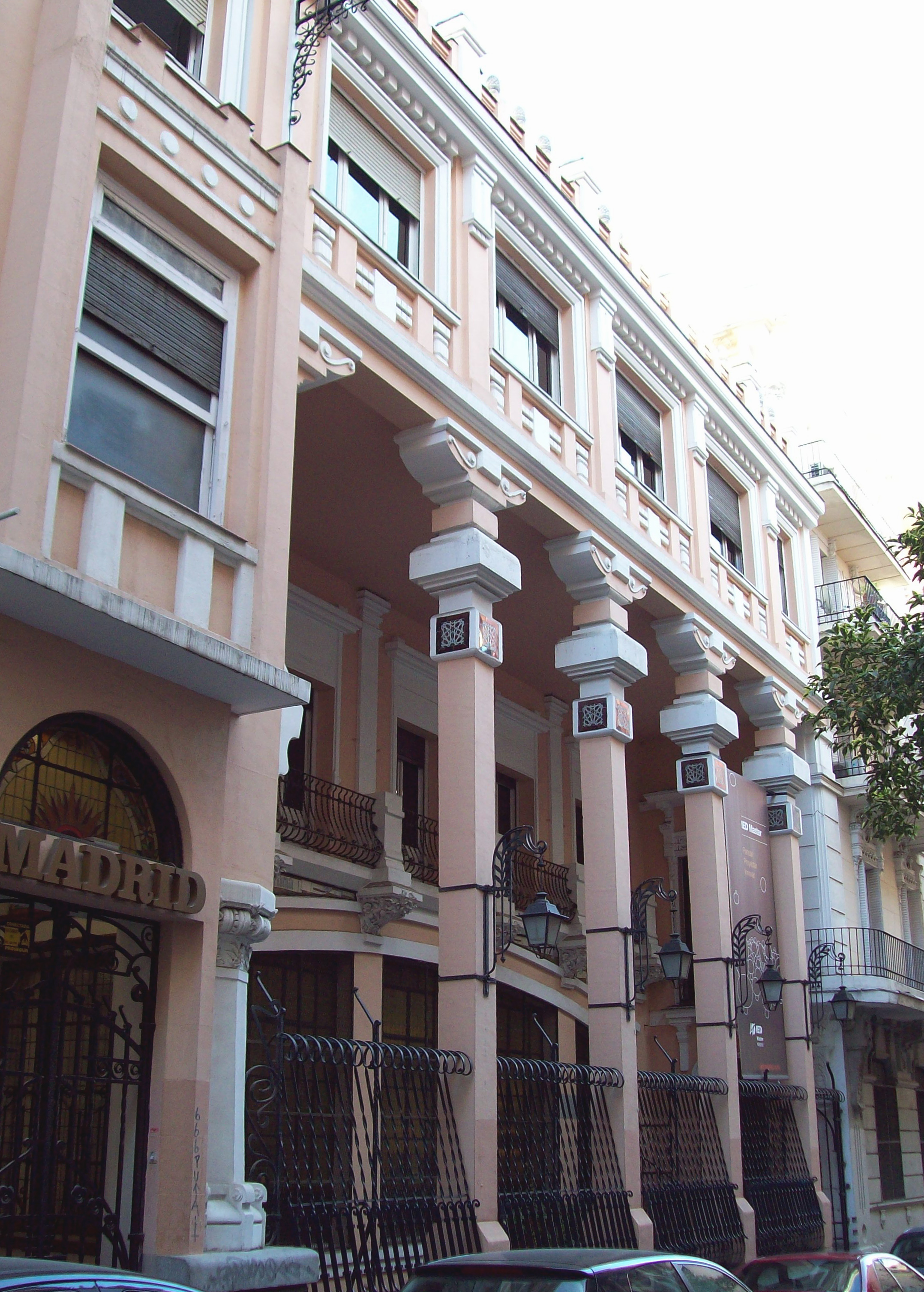
Antiga seu de Nuevo Mundo, carrer de Larra 14.

Nuevo Mundo va ser una revista il·lustrada espanyola de tirada setmanal, el seu primer número fou publicat el 1894. Es va tractar d'«una de les revistes il·lustrades més importants a Espanya del primer terç del segle XX». Els seus fundadors foren els periodistes José del Perojo i Mariano Zavala; a la mort del primer es va produir una escissió en la publicació que va conduir al naixement d'una nova revista: Mundo Gráfico, el 1911. Entre 1900 i 1926 va comptar amb un suplement que es publicava els diumenges, denominat Por esos mundos. Col·laboraren a Nuevo Mundo autors de la talla de Miguel de Unamuno, José Sánchez Rojas, Ramiro de Maeztu, Emilio Bobadilla o Mariano de Cavia.
Va donar motiu a un nou tipus de revista a Espanya, apostant junt amb Blanco y Negro per la inclusió de gran quantitat de fotografies, en detriment de l'estil imposat per La Ilustración Española y Americana i els seus gravats característics. L'últim número de Nuevo Mundo es publicà el 28 de desembre de 1933.
La revista va traslladar la seva seu el 1908 a un edifici al carrer Larra n. 14, obra de l'arquitecte Jesús Carrasco-Muñoz y Encina.